# Wetterspitzen
Wetterspitzen sunt denumite trei colțuri de stâncă înalte de pe coama masivului Wetterstein din Alpii Calcaroși Centrali. Muntele se află la 2 km depărtare de vârful Zugspitze, la granița dintre Germania (landul Bavaria) și Austria (landul Tirol). Împreună cu Zugspitze se află într-o regiune unde se practică sporturile de iarnă și alpinismul. Cele trei vârfuri numite împreună Wetterspitzen sunt:
- Wetterspitze de nord (2.746 m)
- Wetterspitze de sud (2.750 m)
- Wetterspitze de est (2.668 m)